# Presión de perfusión cerebral
La presión de perfusión cerebral, o PPC, es el gradiente de presión que causa el flujo de sangre al cerebro (la perfusión cerebral). El valor normal va de 60-70. Debe ser mantenido dentro de límites estrechos, porque muy poca presión puede causar que el tejido cerebral entre en estado de isquemia  (con flujo inadecuado de sangre), y por mucho tiempo puede elevar la presión intracraneal (PIC).
La PPC se puede definir como el gradiente de presión que causa el flujo sanguíneo cerebral (FSC) de tal manera que:
{\displaystyle CVR=PPC/FSC}
Donde:
CVR es la resistencia cerebrovascular
Existen otras presiones que pueden modificar la presión de perfusión cerebral
- Presión arterial media (PAM)

{\displaystyle PPC=PAM-PIC} (cuando {\displaystyle PIC>PVY})
- Presión venosa yugular (PVY)

{\displaystyle PPC=PAM-PVY} (cuando {\displaystyle PVY>PIC})